# 下浜海水浴場

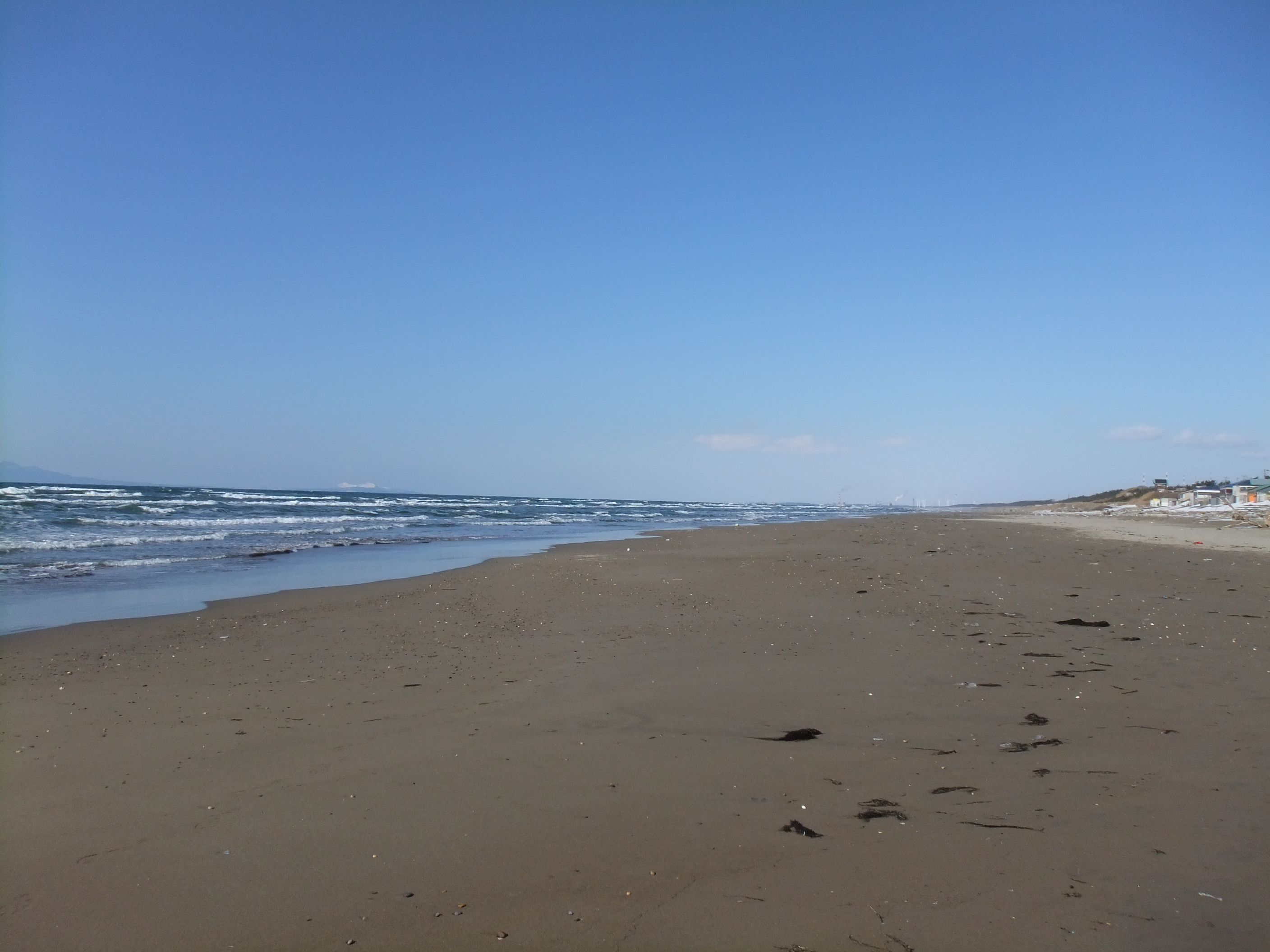
下浜海水浴場（2012年2月）

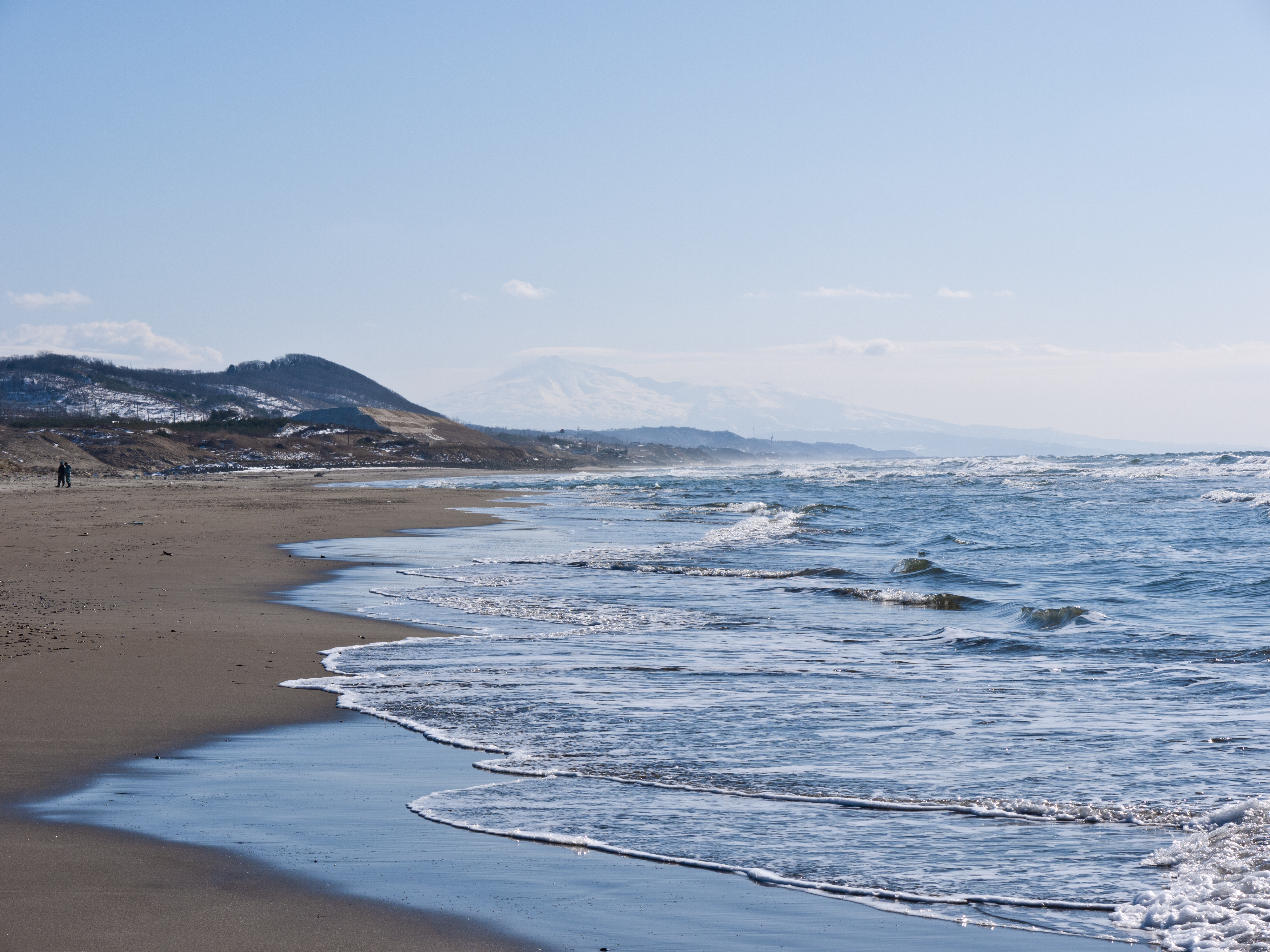
下浜海水浴場 背景に鳥海山が見える（2012年2月）

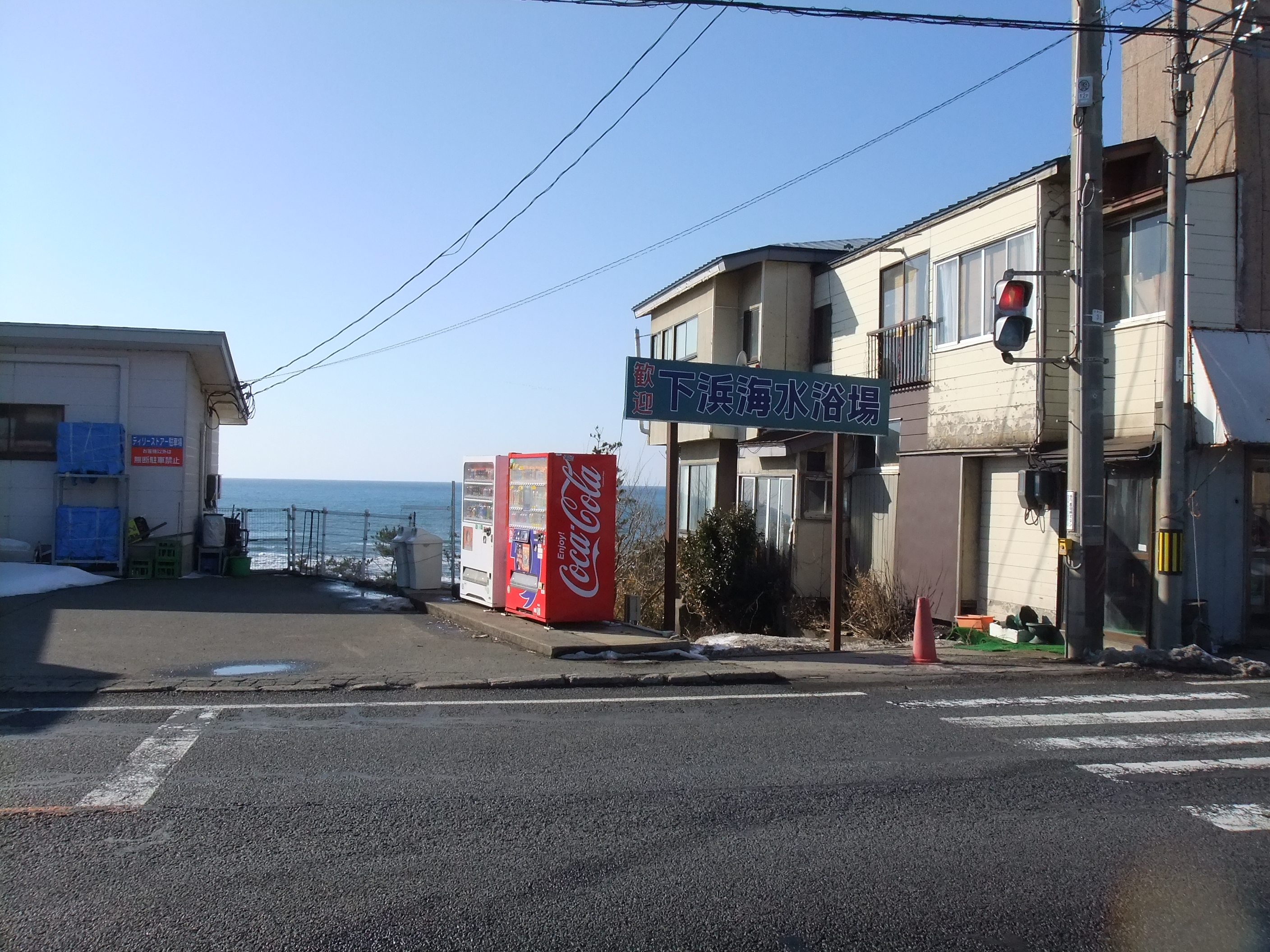
入り口（2012年2月）

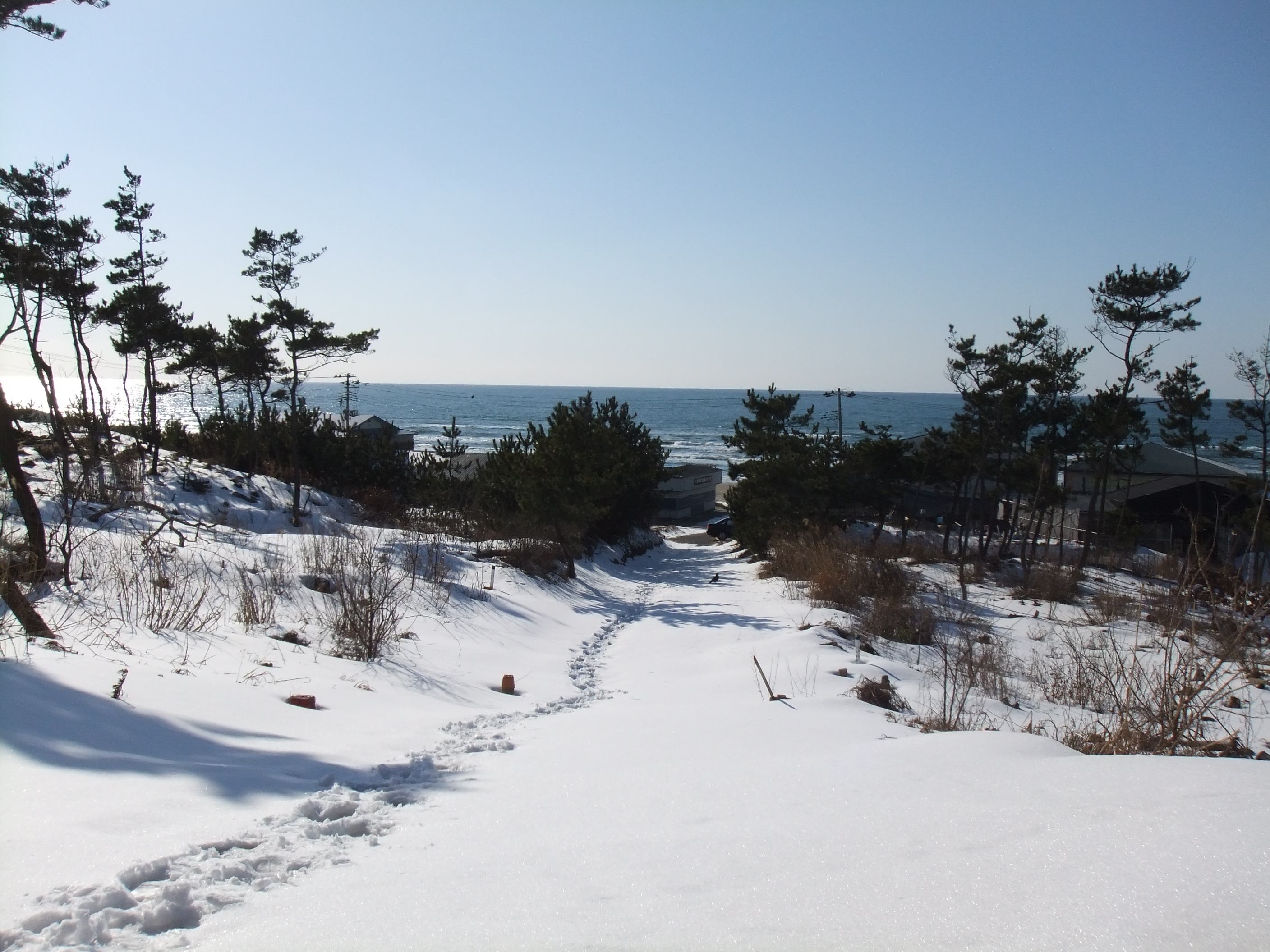
駅からの道（2012年2月）

下浜海水浴場（しもはまかいすいよくじょう）は、日本の秋田県秋田市下浜羽川にある海水浴場。下浜の自然環境を利用した海水浴場である。

## 特徴
土地（海岸）の歴史については「下浜#歴史」を参照のこと。
出戸浜海水浴場（潟上市）や釜谷浜海水浴場（山本郡三種町）と並んで、規模も人気も秋田県下屈指の海水浴場であり、家族連れに多く利用されている。また、隣接する岩手県の内陸地方からも多くの利用者がある。透明度は、全国でも上位である。
2006年（平成18年）以来、毎年の海水浴場開設期間には、在来の海の家「Funky Life」と秋田テレビが共同運営する、海外リゾートを演出テーマとした海の家「AKT Beach Cafe」が出店していた。

## 年表
- ????年[いつ?]：秋田市下浜羽川にて、下浜海水浴場が開所。
- 2006年（平成18年）7月20日：地元の海の家「Funky Life」と秋田テレビがタイアップして運営する海の家「AKT Beach Cafe」を出店・開業し、以後、毎年の恒例となった[1]。
  - 2007年（平成19年）7月：AKT Beach Cafe が、2007年のテーマ「ハワイ風」に則って改装・開店[1]。
  - 2008年（平成20年）7月18日：AKT Beach Cafe が、2008年のテーマ「イタリアの休日」に則って改装・開店[1]。

## 利用案内
- 所在地 ：〒010-1503 秋田県秋田市下浜羽川字下野[2][3]。
- 浜の種類 ：砂浜。
- 浜の規模 ：汀線[注 1]4,200m。砂浜幅70m[3]。
- 開設期間 ：7月中旬 - 8月中旬[3]。
- 利用者数 ：年間45万人（2011年発表）[3]。
- 管理・運営 ：下浜海水浴場組合[3]。
- 利用料金 ：入場無料。駐車場（800台収容[4]）は有料（400円[4]）。
- 制限事項
  - 午後9時以降の花火は禁止[5]。
  - 水上バイク、オフロードバイク、バギーカー等の利用禁止（水上バイクは、海水浴場の外部・南（鮎川以南）にある指定区域での利用が推奨される）[5]。

## 位置情報
- 北緯39度37分10秒 東経140度03分44.1秒 / 北緯39.61944度 東経140.062250度
- 下浜海水浴場（秋田市） - 地理院地図
- 下浜海水浴場（秋田市） - Google マップ

## 交通アクセス
鉄道路線
JR東日本 羽越本線 下浜駅下車、徒歩約2分。
自動車道
日本海東北自動車道 岩城ICを下り、国道7号経由で約30分。
秋田市中心部より、国道7号経由で約20分。
バス路線
秋田中央交通「新屋行き」で「西部サービスセンター」乗換。西部サービスセンターから秋田中央トランスポート「下浜線」で「下浜駅前」下車。徒歩で約2分。
羽後交通「急行 本荘・秋田線」で「下浜駅前」下車。徒歩で約2分。